# Ramiro Emerenciano
Ramiro Emerenciano (Barra, 23 de dezembro de 1888 — 7 de fevereiro de 1961) foi um engenheiro e político brasileiro.
Filho de Antônio Emerenciano e de Etelvina Mariani Emerenciano. Casou com Cacilda Baggio Emerenciano, com quem teve filhos.
Foi deputado à Assembleia Legislativa de Santa Catarina na 1ª legislatura (1947 — 1951).